# Il grande amore di Balzac
Il grande amore di Balzac (titoli originali Un grand amour de Balzac e Wielka milosc Balzaka) è una miniserie televisiva del 1973, di produzione franco-polacca (la collaborazione riguarda la Telewizja Polska e la società francese Eurodis - Telecinex), diretta da Jacqueline Audry e Wojciech Solarz.  
Nel cast Beata Tyszkiewicz, Pierre Meyrand, Danièle Ajoret, Julia Dancourt, Anouk Ferjac, Elina Labourdette, Zdzislaw Mrozewski, Ewa Wisniewska. 
In Italia è stata trasmessa in cinque parti tra febbraio e marzo del 1978 su Rete 1, l'odierna Rai Uno.

## La trama
Parigi, XIX secolo. La vita di Honoré de Balzac vista attraverso le sue numerose relazioni femminili. Il suo amore tumultuoso con la duchessa De Castries, il suo rapporto più aperto con Frances Sarah Guidoboni-Visconti, il grande amore della sua vita Berny Laure e il suo ultimo amore, la contessa Hanska, che divenne sua moglie, solo tre mesi prima della sua morte. In questa galleria di ritratti, ci sono anche altre donne che fecero parte della vita di Balzac, ossia sua sorella, Laure Surville, e la sua amica e saggia consigliere Zulma Carraud.